# اینما کوئواس
اینما کوئِـواس (اسپانیایی: Inma Cuevas‎؛ زادهٔ ۱۹۷۷ میلادی) بازیگر اهل اسپانیا است.
از فیلم‌ها یا مجموعه‌های تلویزیونی که وی در آن‌ها نقش داشته‌است، می‌توان به بانو، زنان، رو در رو، گراند هتل و راهنمای عشق چندنفره برای مبتدیان اشاره نمود.